# Alexandre de Rhodes
Alexandre de Rhodes (vietnamsky A-Lịch-Sơn Đắc-Lộ, 15. března 1591 nebo 1593 Avignon – 5. listopadu 1660 Isfahán) byl francouzský jezuita a misionář ve Vietnamu, jehož činnost ovlivnila křesťanskou komunitu ve Vietnamu. Je považován za jednoho z tvůrců latinizace vietnamštiny.

## První misie
Alexandre de Rhodes se narodil v Avignonu, roku 1612 se stal v Římě novicem v Tovaryšstvu Ježíšově, kde studoval teologii a přírodní vědy. Roku 1618 byl vyslán na misii do Japonska, ale jelikož z Japonska byli misionáři vypovězeni, tak v letech 1619-23 působil v indickém státě Goa.

## Působení ve Vietnamu
Od roku 1624 působil ve Vietnamu, zpočátku v Annamu odkud po roce a půl odplul do Macaa, kde byl pověřen založením misie v Tonkinu, kam dorazil roku 1627.

## Dílo
- Relazione de' felici successi della Santa Fede predicata da' Padri della Compagnia di Giesu nel Regno di Tunchino, 1650
- Dictionarium Annamiticum, Lusitanum, et Latinum ope sacrae congregationis de propaganda fide in lucem editam ab Alexandro de Rhodes e Societate IESU, eiusdemque Sacrae Congregationis Missionario Apostolico, Řím 1651.
- Tunchinensis historiæ libri duo, quorum altero status temporalis huius regni. altero mirabiles evangelicae praedicationis progressus referuntur. coeptae per patres Societatis Jesu, ab anno 1627 ad annum 1646, Lyon 1652
- Histoire du Royaume de Tunquin, et des grands progrez que la predication de l'evangile y a faits en la conuersion des infidelles. Depuis l'année 1627. iusques à l'année 1646. / 1652 Relation des progrez de la foy au Royaume de la Cochinchine vers les derniers quartiers du Levant, 1652
- Sommaire des divers voyages, et missions apostoliques, du R. P. Alexandre de Rhodes ... à la Chine, & autres royaumes de l'Orient, auec son retour de la Chine à Rome. Depuis l'année 1618 jusques à l'année 1653, 1653
- La glorieuse mort d'André catechiste de la Cochinchine, qui a le premier versé son sang pour la querelle de Iesus-Christ, en cette nouuelle Eglise, Paříž 1653
- Histoire de la vie et de la glorieuse mort de cinq peres de la Compagnie de Iesus, qui ont souffert dans le Iapon. Auec trois seculiers, en l'année 1643, 1654
- La glorieuse mort d'André catechiste de la Cochinchine, 1654
- Divers voyages du P. Alexandre de Rhodes en la Chine, & autres Roiaumes de l'Orient, auec son retour en Europe par la Perse & l'Armenie, 1666